# Estes Park (Colorado)
Estes Park es un pueblo ubicado en el condado de Larimer en el estado estadounidense de Colorado. En el Censo de 2010 tenía una población de 5.858 habitantes y una densidad poblacional de 332,96 personas por km².

## Historia
La ciudad fue nombrada por Joel Estes, que fundó la comunidad en 1859 y que quería que fuera como su Missouri natal.
El pueblo es conocido por su hotel, el Hotel Stanley, donde se han hospedado numerosos famosos, y donde Stephen King escribió en la habitación 217 la novela de terror El resplandor. En esa misma habitación durmió Jim Carrey y otros famosos de Hollywood. El equipo de investigación Buscadores de fantasmas (en inglés Ghost Adventures) investigó los fenómenos paranormales que hay en el hotel, sacando pruebas concluyentes de que está habitado por espíritus y fantasmas.

## Geografía
Estes Park se encuentra ubicado en las coordenadas 40°22′38″N 105°31′32″O / 40.37722, -105.52556. Según la Oficina del Censo de los Estados Unidos, Estes Park tiene una superficie total de 17.59 km², de la cual 17.37 km² corresponden a tierra firme y (1.27%) 0.22 km² es agua.

## Demografía
Según el censo de 2010, había 5.858 personas residiendo en Estes Park. La densidad de población era de 332,96 hab./km². De los 5.858 habitantes, Estes Park estaba compuesto por el 90.97% blancos, el 0.34% eran afroamericanos, el 0.55% eran amerindios, el 1.16% eran asiáticos, el 0.03% eran isleños del Pacífico, el 5.51% eran de otras razas y el 1.43% pertenecían a dos o más razas. Del total de la población el 14.03% eran hispanos o latinos de cualquier raza.